# Albert Starikov
Albert Starikov (ur. 29 kwietnia 1973) – estoński bokser, brązowy medalista Mistrzostw Unii Europejskiej 2003 w Strasburgu, mistrz Estonii z roku 1995, 1996, 1997, 1998, 1999, 2000, 2001, 2002, 2003 oraz 2004, pięciokrotny uczestnik Mistrzostw Europy z roku 1996, 1998, 2000, 2002 oraz 2004. W 1997 i 2001 był uczestnikiem Mistrzostw Świata. Oba udziały zakończył na 1/16 finału.
6 listopada 2004 zadebiutował na zawodowym ringu, pokonując Aliaksandra Zhuka. Jako zawodowiec stoczył 37. pojedynków, odnosząc 16. zwycięstw. W swojej karierze walczył z takimi zawodnikami jak: Brunet Zamora, Jan Zaveck, Christophe Canclaux, Phil Lo Greco, Luciano Abis, Ismael El Massoudi, Damian Jonak, Willy Blain oraz Michel Soro.